# Adler-Bund
Der Adler-Bund ist ein Medizinbund der Irokesen-Indianer. Er gehört zur Kategorie der mystischen Tiere. 
Das Ritual dieser Gesellschaft besteht aus zehn Liedern und einem Tanz. Jedes teilnehmende Mitglied malt sich auf jede Wange einen runden roten Punkt. Nur Mitglieder können an der Zeremonie teilnehmen. Die Zeremonie wird zusammen mit dem Great Feather Tanz als die heiligste aller Zeremonien betrachtet. Es wird geglaubt, dass die Lieder des Adler-Bundes die größten Zauberkräfte enthielten. Erzählungen machen die Runde, wonach mit dieser Zeremonie Tote auferweckt werden können, vor allem diejenigen, die an Krankheiten oder im hohen Alter gestorben sind. Dies darum, weil der Tauadler (Dew Eagle), zu dem sich die Gesellschaft angehörig fühlt, der Wiederbeleber von verwelkten Dingen ist. 
Man kann die Mitgliedschaft durch einen Traum erhalten oder indem man durch eine Krankheit die Riten erfährt. Während der Zeremonie tanzen und singen die Mitglieder bis zur völligen Erschöpfung. Anschließend wird durch ein beliebiges Mitglied eine Rede gehalten. Danach präsentiert der Redner derjenigen Person, für welche er die Rede gehalten hat, ein Geschenk in Form von Geld, Tabak oder Brot. Früher galt der Brauch, dass etwas geschenkt werden muss, das die Vögel zu essen begehren. Nach der Zeremonie wird ein Schweinekopf gegessen. Früher verwendete man Bären- oder Hirschköpfe.